# Chevrolet Monza (Chine)
La Chevrolet Monza est une berline compacte produite par la coentreprise SAIC-GM-Wuling pour la marque américaine Chevrolet.

## Histoire
Le véhicule a fait ses débuts en novembre 2018 au Salon de l'auto de Guangzhou. Depuis le 21 mars 2019, elle est vendue en Chine. Elle est construite sur la même plate-forme que la Buick Excelle GT et le Buick GL6 utilisent.

## Caractéristiques
La Monza est disponible en deux niveaux de finition (la 320T et la 330T) et en cinq modèles au total. La 320T est disponible avec un moteur trois cylindres turbocompressé de 1 litre tandis que la 330T obtient un moteur trois cylindres turbocompressé de 1,3 litre. Les modèles 1 litre reçoivent soit une boîte manuelle à 6 vitesses soit une boîte à double embrayage à 6 vitesses tandis que les modèles 1,3 litre ne sont disponibles qu'avec une boîte automatique à 6 vitesses.